# Saine
Saine – rzeka we Francji, przepływająca przez teren departamentu Jura, o długości 19,1 km. Stanowi lewy dopływ rzeki Ain.